# 8800 Brophy
8800 Brophy è un asteroide della fascia principale. Scoperto nel 1981, presenta un'orbita caratterizzata da un semiasse maggiore pari a 3,1627540 UA e da un'eccentricità di 0,1613756, inclinata di 4,19216° rispetto all'eclittica.